# Lá
Lá (gaèlic irlandès 'Dia'), més tard Lá Nua (gaèlic irlandès 'Nou Dia') fou un diari publicat totalment en irlandès, editat a Belfast. Fou el primer diari a Irlanda publicat totalment en irlandès. Lá Nua pertanyia al Belfast Media Group, i era germà bessó del diari Andersonstown News, també publicat a Belfast.
Fundat en 1984, durant molts anys havia estat un fulletó d'aparició setmanal en format tabloide, amb el temps esdevingué diari. Tenia una tirada d'uns pocs milers d'exemplars i una pàgina web activa, Lá atenia la comunitat de parla irlandesa d'arreu de l'illa i a l'estranger. Tenia una gamma de suplements, incloent arts, educació, esports, negocis i entreteniment. Va tenir cinc editors, incloent els fundadors Gearóid Ó Cairealláin i Eoghan O Neill, Ciarán Ó Pronntaigh, Concubhar Ó Liatháin i finalment Donall Mac Giolla Chóill (febrer-desembre 2008).
A l'octubre de 2008 es va anunciar que el diari es deixaria de publicar a finals de 2008. Foras na Gaeilge van acordar no finançar més el diari a causa de la seva insuficient circulació i disponibilitat. L'últim número es va publicar el 19 de desembre del 2008.
La secció literària fou traslladada a l'Andersonstown News durant uns mesos editat per Donall Mac Giolla Chóill i més tard per Ciarán Ó Pronntaigh, i tots els articles estaven disponibles a la web oficial.